# Anthony Davis (football américain, 1989)
Pour les articles homonymes, voir Anthony Davis et Davis.
(en) Statistiques sur pro-football-reference
Anthony Davis (né le 11 octobre 1989 à Piscataway dans le New Jersey) est un joueur américain de football américain qui évolue en tant que offensive tackle dans la National Football League (NFL).

## Biographie

### Carrière universitaire
Étudiant à l'Université Rutgers, il a joué pour l'équipe des Scarlet Knights de 2007 à 2009. Après avoir joué sa première saison comme guard droit, il est déplacé au poste de tackle gauche dès sa deuxième saison, en 2008.

### Carrière professionnelle
Il est sélectionné en 11e position par les 49ers de San Francisco lors de la draft 2010 de la NFL.